# はるか遠き国の物語
『はるか遠き国の物語』（はるかとおきくにのものがたり）は、碧ゆかこによる漫画作品。『月刊プリンセス』（秋田書店）にて1986年から1993年4月号まで連載された。単行本はプリンセスコミックスより全16巻。文庫版はソノラマコミック文庫（朝日新聞出版）より全11巻。
歌とドラマが収録されているイメージ・アルバムが1989年9月1日に発売された。

## あらすじ
昔、ペルシャのとある小国にアニース・ジャニースという姫がとても不思議な魔法のランプを持っていた。アラビアンナイトをモチーフにした、愛と冒険の物語。

## 登場人物
声の項はイメージ・アルバムの声優。
アニース・ジャニース
声 - 佐久間レイ
カラム国の王女。好奇心旺盛だがお人よしでなんにでも首を突っ込みたがる性格。
小さい頃に出会った王子と再会できることを楽しみにしている。父王に見知らぬ人と結婚させられそうになり、王子に会うために城を抜け出す際、魔法のランプを見つけた。その後、再会した王子アラム・ディーンと婚約した。
アラム・ディーン
声 - 神谷明
バスラの王子。アニース・ジャニースの婚約者。アニースの冒険によく巻き込まれる。彼女と同じく気さくで誰とでも仲良くなれる。剣の腕が立ち物語のアクション担当。
バスラがのっとられてた際、盗賊イフリートとして暮らしており、義賊として名をはせていた。
シェーラ
アニース・ジャニースの侍女。美人だが気が強く主人のアニースにも姫らしくするよういつも説教している。しかしアニースが冒険に出ると心配し一緒についてくる。
ランプの精
宝物殿からアニース・ジャニースが見つけた魔法のランプの精。最初はアニースの言う事しか聞かない。力はあるはずなのに肝心なときに役に立たず、シェーラには頭が上がらずこき使われるようになる。
アルダシール
黒豹の化身。少年の姿に変身できる。
シャー・ザマーン
カラム国の第一王子。アニース・ジャニースの兄。おだやかな人柄で、父から早く結婚するようにせっつかれているが未だ独身。自分と正反対の性格のシェーラのことを気に入っている。
アスラーン
カラム国の第二王子。アニース・ジャニースの異母兄。女好きでいろんな女性にちょっかいをかけるが、それが時折トラブルの元となる。
アクメッド
声 - 小関一
ラシッド
声 - 関俊彦

## シリーズ詳細
- 魔法のランプ その後
本作の第1話目。プリンセスコミックス（秋田書店）より刊行されている作者の『バースディ・パーティ』に収録されている。
- 千分の一夜物語
本作の第2話目。プリンセスコミックス（秋田書店）より刊行されている作者の『千分の一夜物語』に表題作として収録されている。
- 黄銅城の住人 以降
第3話目以降は『はるか遠き国の物語』として単行本に収録されている。

文庫版では第1話の「魔法のランプ その後」からまとめて収録されている。

## 書誌情報
- 碧ゆかこ『はるか遠き国の物語』秋田書店〈プリンセスコミックス〉、全16巻[1]
  1. 1987年1月6日発売[2]、ISBN 978-4-253-07378-3
  2. 1987年4月2日発売[3]、ISBN 978-4-253-07379-0
  3. 1987年8月3日発売[4]、ISBN 978-4-253-07380-6
  4. 1988年8月1日発売[5]、ISBN 978-4-253-07381-3
  5. 1989年1月14日発売[6]、ISBN 978-4-253-07382-0
  6. 1989年6月2日発売[7]、ISBN 978-4-253-07383-7
  7. 1989年10月27日発売[8]、ISBN 978-4-253-07384-4
  8. 1990年1月6日発売[9]、ISBN 978-4-253-07385-1
  9. 1990年7月5日発売[10]、ISBN 978-4-253-07386-8
  10. 1990年12月6日発売[11]、ISBN 978-4-253-07387-5
  11. 1991年6月13日発売[12]、ISBN 978-4-253-07620-3
  12. 1991年11月8日発売[13]、ISBN 978-4-253-07621-0
  13. 1992年5月22日発売[14]、ISBN 978-4-253-07622-7
  14. 1992年10月29日発売[15]、ISBN 978-4-253-07623-4
  15. 1993年2月12日発売[16]、ISBN 978-4-253-07624-1
  16. 1993年5月28日発売[17]、ISBN 978-4-253-07625-8

- 碧ゆかこ『はるか遠き国の物語』朝日新聞出版〈ソノラマコミック文庫〉、全11巻
  1. 2007年11月12日発売[18]、ISBN 978-4022671523
  2. 2007年11月12日発売[19]、ISBN 978-4022671530
  3. 2007年11月12日発売[20]、ISBN 978-4022671547
  4. 2007年11月12日発売[21]、ISBN 978-4022671554
  5. 2007年11月12日発売[22]、ISBN 978-4022671561
  6. 2007年11月12日発売[23]、ISBN 978-4022671578
  7. 2007年11月12日発売[24]、ISBN 978-4022671585
  8. 2007年11月12日発売[25]、ISBN 978-4022671592
  9. 2007年11月12日発売[26]、ISBN 978-4022671608
  10. 2007年11月12日発売[27]、ISBN 978-4022671615
  11. 2007年11月12日発売[28]、ISBN 978-4022671622